# Time, Love & Tenderness
Time, Love & Tenderness è il settimo album del cantante statunitense Michael Bolton, pubblicato nel 1991 che arriva in prima posizione in Norvegia per 4 settimane.

## Tracce
1. "Love is a Wonderful Thing"  (Michael Bolton, Andrew Goldmark) 4:43
2. "Time, Love and Tenderness"   (Diane Warren) 5:31
3. "Missing You Now" (con Kenny G) (Walter Afanasieff, Warren, Bolton) 4:33
4. "Forever Isn't Long Enough"   (Bolton, Desmond Child, Warren) 4:32
5. "Now That I Found You"  (Bolton, Warren) 4:32
6. "When a Man Loves a Woman"  (Calvin Lewis, Andrew Wright) 3:52
7. "We're Not Makin' Love Anymore"  (Bolton, Warren) 4:41
8. "New Love"   (Bolton, Child, Warren) 4:32
9. "Save Me"  (Bolton, Child, Warren) 4:21
10. "Steel Bars"   (Bolton, Bob Dylan) 3:28

## Formazione
- Walter Afanasieff - tastiere, arrangiamenti
- Chris Camozzi - chitarra
- Michael Landau - chitarra
- Michael Thompson - chitarra
- Randy Jackson - basso
- Kenny G - sassofonista
- John Beasley - pianoforte
- Jeff Porcaro - batteria

## Classifiche

### Album
| Classifica (1989)     | Posizione massima |
| --------------------- | ----------------- |
| Billboard 200         | 1                 |
| Norvegia              | 1                 |
| Official Albums Chart | 2                 |
| Svezia                | 2                 |
| Austria               | 4                 |
| Svizzera              | 8                 |
| Paesi Bassi           | 8                 |

### Singoli
| Anno | Singolo                     | Classifica                    | Posizione massima |
| ---- | --------------------------- | ----------------------------- | ----------------- |
| 1991 | "Love is a Wonderful Thing" | Billboard Hot 100             | 4                 |
| 1991 | "Love is a Wonderful Thing" | Official Singles Chart        | 23                |
| 1991 | "Love is a Wonderful Thing" | Canada                        | 2                 |
| 1991 | "Love is a Wonderful Thing" | Norvegia                      | 10                |
| 1991 | "Time, Love and Tenderness" | Billboard Hot 100             | 7                 |
| 1991 | "Time, Love and Tenderness" | UK Singles Chart              | 28                |
| 1991 | "When a Man Loves a Woman"  | Billboard Hot 100             | 1                 |
| 1991 | "When a Man Loves a Woman"  | UK Singles Chart              | 8                 |
| 1992 | "Missing You Now"           | Hot Adult Contemporary Tracks | 1                 |
| 1992 | "Missing You Now"           | Billboard Hot 100             | 12                |
| 1992 | "Missing You Now"           | UK Singles Chart              | 28                |
| 1992 | "Missing You Now"           | Canada                        | 8                 |
| 1992 | "Steel Bars"                | Hot Adult Contemporary Tracks | 7                 |
| 1992 | "Steel Bars"                | UK Singles Chart              | 17                |